# Mikhail Vrubel
Mikhail Aleksandrovitj Vrubel (russisk: Михаил Александрович Врубель, tr. Mikhaíl Aleksándrovitj Vrúbel; født 17. marts 1856 i Omsk, Kigiriske Sibirien (nu Omsk oblast) i Det Russiske Kejserrige, død 14. april 1910 i Sankt Petersborg) var en russisk maler, født i en russisk militær advokatfamilie.
Vrubel betegnes som en af de mest betydningsfulde russiske malere inden for kunstretningen symbolisme.

## Galleri
- Bogatyr (1898)
(russisk: Богатырь)
- Flyvende dæmon (1899)
(russisk: Летящий демон)
- Portræt af K.D. Artsybusjeva (1897)
(russisk: Портрет К. Д. Арцыбушева)
- Kunstmuseet i Omsk "Omsk Vrubelmuseum" er opkaldt efter Vrubel